# Spiesia schmidtii
Spiesia schmidtii là một loài thực vật có hoa trong họ Đậu. Loài này được (Meinsh.) Kuntze miêu tả khoa học đầu tiên năm 1891.